# Donna in piedi alla spinetta
La Donna in piedi alla spinetta è un dipinto a olio su tela (51,8x45,2 cm) di Jan Vermeer, databile al 1672 e conservato nella National Gallery di Londra. È firmato IVMeer.

## Storia
Come la maggior parte dei lavori di Vermeer, non si ha alcuna documentazione sull'opera in antico. La datazione si basa sullo stile e sulla foggia degli abiti della ragazza, vicina a un'altra opera nella stessa galleria, la Donna seduta alla spinetta. Non è possibile sapere se si tratti del dipinto di una donna alla spinetta citata nel 1682 ad Anversa nella collezione di Nicolaes van Assendelft di Delft, né se sia la "Dama che suona il clavicembalo del suddetto [Vermeer]" passata nell'asta Dissius del 1696 per un prezzo di 42,10 fiorini.
Più certa è la menzione in un catalogo di vendita ad Amsterdam come "una giovane donna in piedi davanti a un clavicembalo, al muro sono appesi dei quadri, estremamente bella di pennellata".
Questa opera e la Donna seduta alla spinetta furono riunite già, per un certo tempo, nella collezione di Théophile Thoré-Bürger, tra i primi studiosi di Vermeer. Fu acquistata dal museo londinese nel 1892.

## Descrizione e stile
Il soggetto è una giovane donna che suona una spinetta, o "virginale", all'interno di una stanza arredata di una ricca abitazione di Delft. Lo si deduce dal pavimento a piastrelle di marmo bianco e nero, dal battiscopa in ceramica bianca con disegni azzurri di Delft e dai dipinti appesi alla parete. L'artista dovette ispirarsi a opere esistenti: il paesaggio potrebbe citare Jan Wijnants o Allart van Everdingen, mentre il Cupido che mostra una carta potrebbe essere di Caesar van Everdingen, fratello di Allart, e deriverebbe da un emblema dell'epoca, già usato dall'artista nella Giovane donna assopita e nel Concerto interrotto. Simboleggia la fiducia verso l'amore oppure è da vedere in relazione con il virginale, come allusione tradizionale ad amore e musica; la carta celebra la fedeltà, intesa come amore da rivolgere solo a una persona. Altri amorini compaiono sulle piastrelle del battiscopa, le stesse della cucina della Lattaia.
Lo strumento, come quello della Donna seduta alla spinetta, mostra una veduta dipinta sul lato interno del coperchio. Si trattava di un piccolo clavicembalo che, come ricorda lo stesso nome di "virginale", era spesso suonato dalle giovani donne nelle proprie abitazioni, mai in concerto. La musica, tema frequente nella pittura olandese del Secolo d'oro, aveva molteplici significati: poteva rappresentare l'educazione e lo svago delle classi agiante, oppure essere metafora dell'armonia, ma anche della transitorietà, soprattutto nelle nature morte.
La luce spiove dolcemente da sinistra attraverso le finestre illuminando dolcemente la donna alle spalle, che ha un'acconciatura sofisticata, con uno chignon e riccioli che ricadono liberi sulla fronte, e indossa un corsetto azzurro guarnito da nappe che scendono sulle maniche gonfie del vestito in raso giallo, decorato da perline e nastrini. Guarda verso lo spettatore e accenna quasi un sorriso confidenziale, magari rivolto idealmente all'amico o all'artista, che pare quasi essere invitato a prendere posto nella sedia foderata di velluto azzurro in primo piano. L'effetto è quello di una straordinaria intimità.
L'artista usò diversi tipi di pennellata per ottenere effetti vari. La collana di perle è fatta con piccole gocce di bianco, mentre la manica dell'abito è ottenuta con pennellate pastose di colore, stese con virtuosismo in vere e proprie macchie di ombra e luce, che rivelano la loro reale consistenza solo a uno sguardo ravvicinato. Altrove l'artista ricorse a sfumature più delicate, legate alla tradizione dei Paesi Bassi, come nei trapassi tra chiarore e ombra sulla parete. Rispetto ai dipinti riferibili al decennio precedente, qui l'artista ha utilizzato una luce cristallina e fredda anziché soffusa, che delinea i bordi degli oggetti con decisione, come si vede bene anche dalle pieghe nette del panneggio.